# 江藤泰彦
江藤 泰彦（えとう やすひこ、1975年5月4日 - ）は、NHKの元アナウンサー。

## 人物
長崎県長与町出身。長崎県立長崎北陽台高等学校を経て、一橋大学を卒業後、1998年に入局。

## 嗜好・挿話
- 宮崎等西日本の勤務が5度ある一方、北海道・東北地方・山陰・北陸地方等、雪の多い地域の勤務経験は1度もない。
- 3度目の九州勤務・大分の後、山梨県の甲府放送局に移った[4]。
- 好きな食べ物は、出身地・長崎県の名産「びわ」。江藤の愛称「びわ男（お）」・「肥前びわ男」・「長崎びわ男」は、故郷の「びわ」に由来している[1]。
- 2024年夏の人事異動により、コンテンツ戦略局企画管理センターに異動。

## 過去の出演番組・業務
宮崎放送局時代
- 宮崎のニュース・中継・リポート
- ニュースまるごと宮崎

長崎放送局時代
- 長崎のニュース・中継・リポート
- もってこい長崎6（キャスター代行）

広島放送局時代
- 広島・中国地方のニュース
- お好みワイドひろしま（高山哲哉の休暇に伴う措置 2010年8月9日 - 13日）

東京アナウンス室時代（2011年9月 - 2014年6月）
- NHKニュースおはよう日本
  - キャスター （小山径の土日祝へのキャスター異動による措置、祝日を除く月曜 - 金曜 4:30 - 6:25 2012年11月12日 - 2013年3月15日）
  - リポーター （2011年9月 - 2012年11月22日、2013年4月 - 2014年6月）
- NHKニュース（午前9時：「あさイチ内」） 2012年11月12日 - 2013年3月15日

※上記2番組は瀧川剛史、糸井羊司と3週間でのローテーション制。
- 仕事学のすすめ 〜唐池恒二 お客様に誠実であれ〜 ナレーション（2012年1月）
- ニュースウオッチ9（福井慎二の代理ニュースリーダー：2013年7月29日 - 8月2日、8月5日 - 9日）
- 22:50 - 22:55の関東甲信越ローカルニュース（福井慎二の代理キャスター：2013年7月29日 - 8月1日、8月5日 - 8日）
- サイエンスZERO ナレーション（2013年4月7日 - 2014年3月）
- グローバルな人（ナレーション）
  - NY×ファッション×起業家  大丸隆平（2014年1月3日）
  - 中国 ×パン屋×起業家  羽深剛志（2014年8月23日）
- ドキュメント挑 ナレーション（第14回 最後の宿題 ″30歳のレポート″・2015年2月13日）
- コズミックフロント・スターズ 語り（謎の巨星　ベテルギウス・2015年10月27日）

大分放送局時代（2014年7月 - ）
- 大分のニュース
- しんけんワイド大分（編集責任者）
- 好きっちゃおおいた（編集責任者）
- 放送部副部長（アナウンス統括）
- 大分放送局制作番組の編集責任者

甲府放送局時代（ - 2020年度）
- Newsかいドキ（キャスター）
- Nらじ（畠山智之の休暇に伴う措置 2018年9月3日 - 7日）
- 山梨のニュース・中継・リポート

大阪放送局時代（2021年度 - 2024年7月）
- 関西のニュース